# Каташевич, Тамара Васильевна
Тамара Васильевна Каташевич — советский хозяйственный деятель, Герой Социалистического Труда.

## Биография
Родилась в 1933 году в деревне Ретюнь. Член КПСС.
Окончила ремесленное училище Охтинского химического завода.
В 1951—1993 — аппаратчица Охтинского химического завода, старшая аппаратчица Ленинградского научно-производственного объединения «Пластполимер» Министерства химической промышленности СССР.
В 1993—2010 — председатель комитета ветеранов труда Совета Межрегиональной Санкт-Петербурга и Ленинградской области Всероссийской общественной организации ветеранов войны, труда, Вооружённых сил и правоохранительных органов.
Указом Президиума Верховного Совета СССР от 20 апреля 1971 года присвоено звание Героя Социалистического Труда с вручением ордена Ленина и золотой медали «Серп и Молот».
Делегат XXIV съезда КПСС.
Умерла в 2016 году в Санкт-Петербурге.

## Награды и звания
- Герой Социалистического Труда (20.04.1971)
- Орден Ленина (20.04.1971)
- Орден Трудового Красного Знамени (13.05.1977)